# Apremont-sur-Allier
Apremont-sur-Allier är en kommun i departementet Cher i regionen Centre-Val de Loire i de centrala delarna av Frankrike. Kommunen ligger  i kantonen La Guerche-sur-l'Aubois som tillhör arrondissementet Saint-Amand-Montrond. År 2022 hade Apremont-sur-Allier 67 invånare.

## Befolkningsutveckling
Antalet invånare i kommunen Apremont-sur-Allier
Referens:INSEE

## Galleri

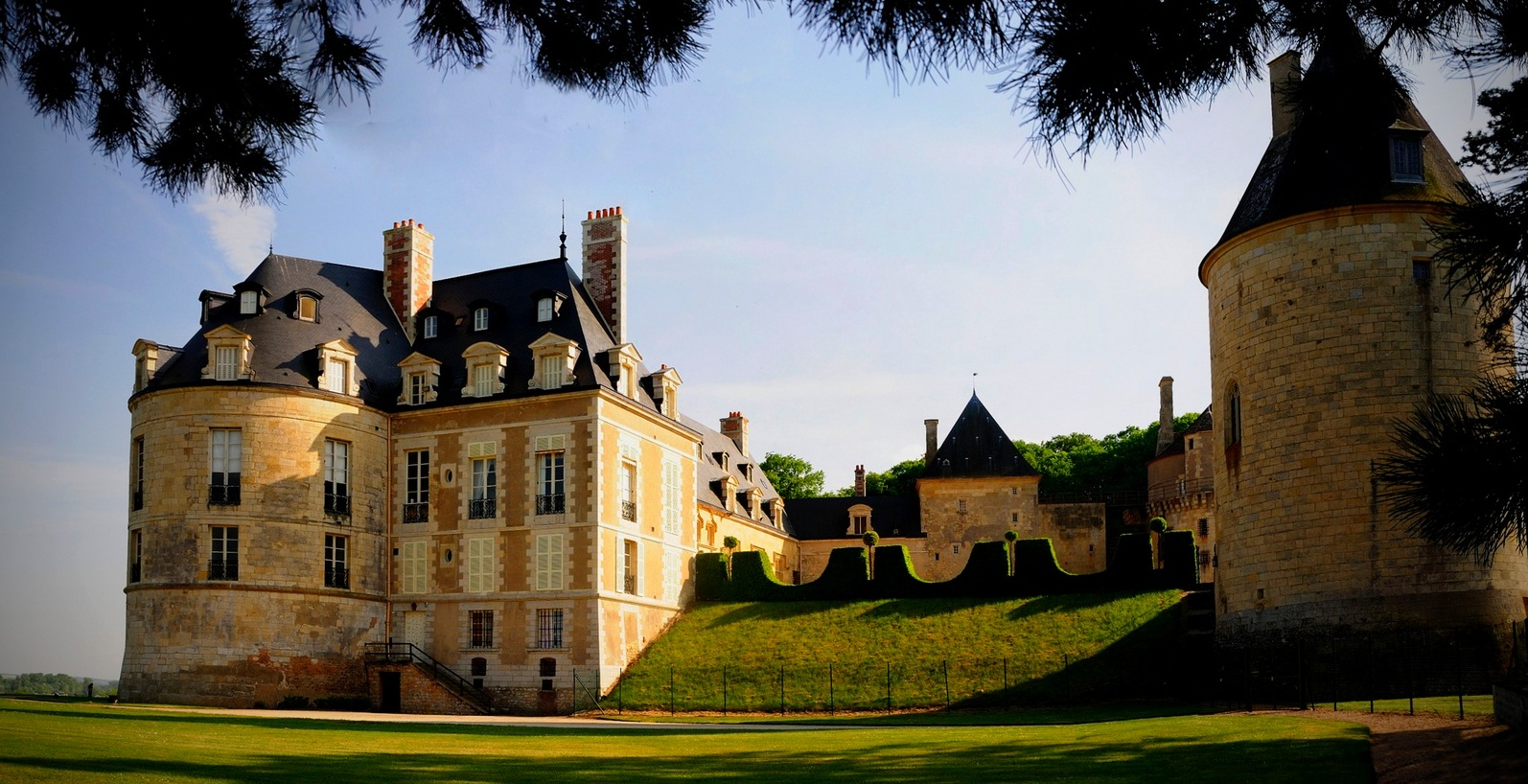